# Ponticus
Ponticus (i. e. 1. század) római költő.
Életéről mindössze annyit tudunk, hogy Ovidius és Propertius barátja volt, személyéről az egyetlen forrást a két költő munkái képezik. Egy Thébais című eposzt írt, amelynek azonban töredékei sem maradtak fenn.